# 安巴馬利安
安巴馬利安（Amba Mariam）是埃塞俄比亞中部阿姆哈拉州南沃洛地區的小鎮，座標11°12′N 39°17′E / 11.200°N 39.283°E。根據埃塞俄比亞中央統計局2005年的資料，安巴馬利安人口約1,899，其中男性988人，女性911人。